# 熱海市立第二小学校
熱海市立第二小学校（あたみしりつ だいにしょうがっこう）は、静岡県熱海市桜町にある公立小学校。通級指導教室が設置されている。

## 沿革
- 1948年（昭和22年）5月 - 校舎建築着工[2]。
- 1948年（昭和22年）12月 - 第一期8教室完成[2]。
- 1948年（昭和23年）4月1日 - 「第一小学校」から独立し、「熱海市立第二小学校」開校[2]。
- 1949年（昭和24年） - 第二期工事（教室8）完成[2]。
- 1950年（昭和25年） - 第三期工事（教室4）完成[2]。
- 1954年（昭和29年）5月 - 第四期工事（職員室・図書室）完成[3]。
- 1957年（昭和32年）5月 - 第五期工事（理科室・音楽室）完成[4]。
- 1958年（昭和33年） - 第六期工事（水洗便所）完成[4]。
- 1959年（昭和34年） - 第七期工事（教室2）完成[4]。
- 1961年（昭和36年） - 第八期工事（体育館）完成[4]。
- 1962年（昭和37年） - 第九期工事[4]。
- 1965年（昭和40年） - 鉄筋校舎完成[4]。
- 1994年（平成6年） - 新校舎完成[5]。